# クアンニン県
クアンニン県（クアンニンけん、ベトナム語：Huyện Quảng Ninh / 縣廣寧? ）は、ベトナム社会主義共和国クアンビン省の県。面積は1,194 km²、人口は90,794人（2017年）である。

## 行政区画
1市鎮14社を管轄する。